# Helen Appo Cook
Helen Appo Cook, född 1837, död 1913, var en amerikansk aktivist. 
Hon var en av grundarna och den första ordföranden för Colored Women's League 1892. Hon deltog i First National Conference of the Colored Women of America 1895, och blev 1896 en av grundarna av National Association of Colored Women. 